# مارك كرامر
مارك كرامر (بالإنجليزية: Mark Kramer)‏ هو عازف جاز وعازف بيانو أمريكي، ولد في 3 نوفمبر 1945.